# Charlemont (Massachusetts)
Pour les articles homonymes, voir Charlemont.
Charlemont est une ville du Comté de Franklin dans l’État du Massachusetts.
Elle a été incorporée en 1765.
Sa population était de 1 185 habitants en 2020.